# Banu Murra
Die Banu Murra (arabisch بنو مرة, DMG Banū Murra) waren zu Zeiten Mohammeds ein Stamm im arabischen Stammesverbund, der Ghatafan, in Nadschd, im Nordosten Yathribs (Medina).
Vom Prophetenbiographen Ibn Ishaq wurde überliefert, dass sie sich unter Harith ibn Naufal an der Grabenschlacht gegen die Muslime Medinas beteiligten.

## Stämme der Ghatafan
- Muharib
- Tha'laba
- Aschdschaʿ
- Banu Murra